# Lecce

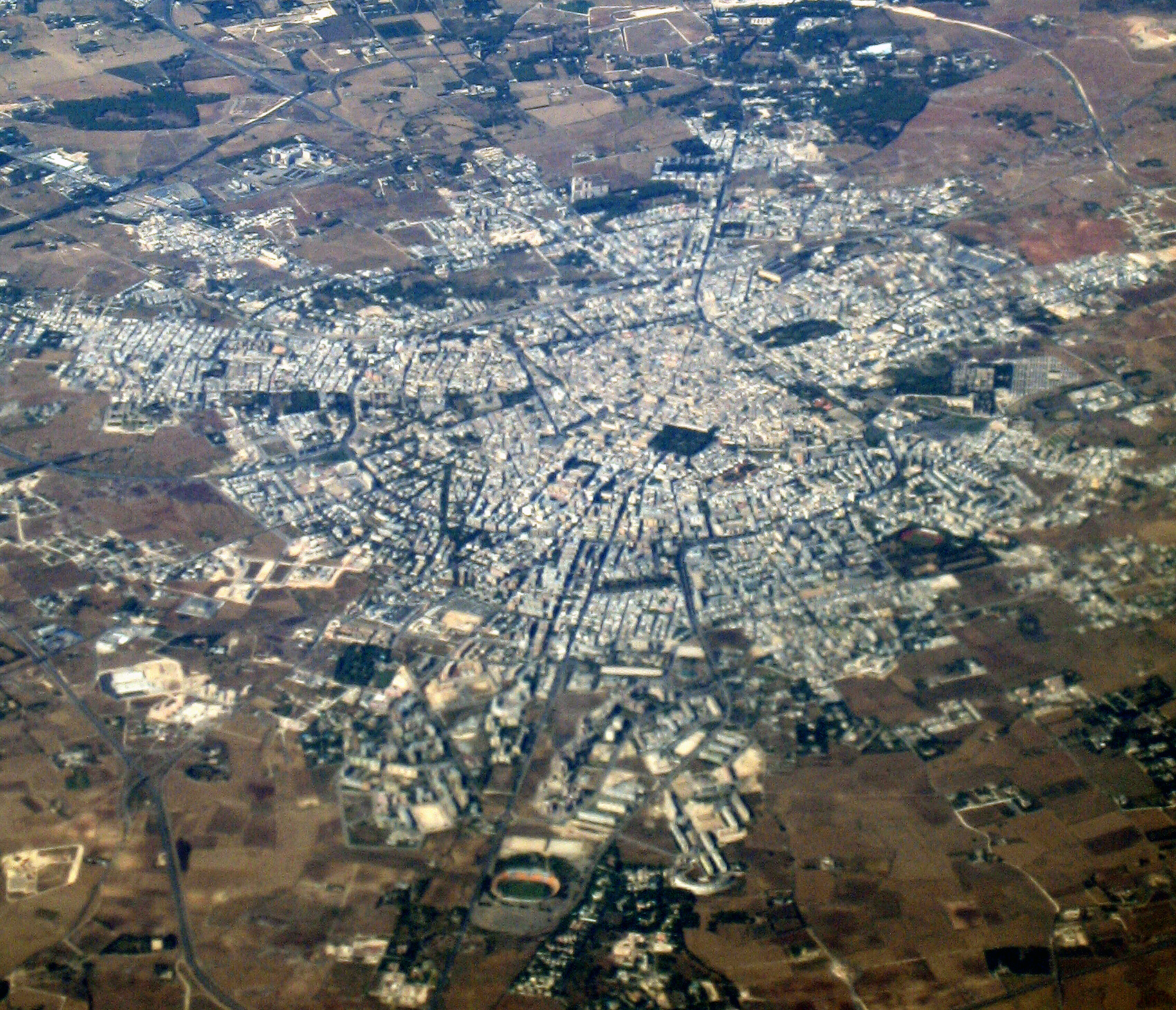
Luftaufnahme von Lecce

Lecce (aus dem Lateinischen Lupiae) ist eine Stadt auf der Halbinsel Salento in Apulien in Italien. Der Ort ist die Hauptstadt der Provinz Lecce und hat 94.250 Einwohner (Stand 31. Dezember 2023).
Im Umland von Lecce wird ein weicher Kalkarenit abgebaut (Pietra Leccese), der die rasche Ausbreitung des Lecceser Barocks ermöglichte, dessen zahlreiche Bauwerke in der Stadtmitte zu bewundern sind. Wegen des der Stadt eigenen barocco leccese wurde sie auch das „Florenz des Rokoko“ oder „Florenz des Südens“ genannt. Eines der berühmtesten Beispiele des Barockstils von Lecce ist die Fassade der Basilika Santa Croce.
Lecce ist Sitz des römisch-katholischen Erzbistums Lecce.

## Geschichte
Die Gründung der Stadt liegt der Sage nach im Jahr 1211 v. Chr. und wird Malemnius zugeschrieben, dem Sohn des Dasumnus und ersten König der Messapier. Weiter berichtet die Legende, die Stadt sei nach der Zerstörung Trojas von Lictius Idomeneus besetzt worden, der ihr auch ihren Namen verliehen und sie der griechischen Kultur erschlossen haben soll. Der tatsächliche Ursprung der Stadt Lecce ist unbekannt. Im 1. Jahrhundert soll der legendäre Heilige Oronzo, der erst seit der Pestepidemie 1658 als Stadtheiliger verehrt wird, die Region christianisiert haben und erster Bischof von Lecce geworden sein.
Nach dem Fall des Weströmischen Reichs wurde Lecce durch die Ostgoten unter König Totila geplündert. 549 wurde es von Byzanz zurückerobert und blieb über fünf Jahrhunderte Teil des oströmischen Reichs, unterbrochen durch kurzzeitige Eroberungszüge von Sarazenen, Langobarden, Ungarn und Slawen.
Seit der Eroberung Süditaliens durch die Normannen bildete Lecce das Zentrum der Grafschaft Lecce. Die Stadt erlebte ihre Glanzzeit im späten Mittelalter. Die Grafschaft Lecce war damals (um 1360) mit der den Grafen von Enghien gehörenden Grafschaft Conversano vereinigt worden und erwachte langsam zu neuem Leben nach dem Abstieg, dem sie nach dem Untergang des Weströmischen Reiches und im Verlauf der folgenden Jahre anheimgefallen war.
Ihre wirtschaftliche und künstlerische Blütezeit erlebte die Stadt zwischen 1550 und 1750. Unter Karl V. wurde Lecce stark befestigt und als Verwaltungszentrum des Salento bestimmt. Damals erhielt die Altstadt von Lecce auch ihr heutiges charakteristisch-barockes Aussehen. Die zahlreichen Gebäude des typischen Lecceser Barockstils haben Lecce den Beinamen „Florenz des Barock“ eingebracht. Obwohl sich Lecce den Errungenschaften der Neuzeit keineswegs verschloss, hat sie doch ihr ursprüngliches Aussehen weitgehend beibehalten. Das römische Amphitheater wurde zur Zeit Mussolinis teilweise freigelegt, wobei wertvolle ältere Gebäude abgerissen wurden. 1955 wurde die staatliche Universität Lecce (heute Università del Salento) gegründet.

## Sehenswürdigkeiten
- Kastell Karls V. aus dem 16. Jahrhundert mit trapezförmigen Mauern und vier Bastionen, erbaut 1539 bis 1549 nach Plänen von Gian Giacomo dell’Acaja und unter Einbeziehung eines normannischen Vorgängerbaus. Das im Castello untergebrachte Museo della Cartapesta zeigt Pappmaché-Werke lokaler Künstler. Nur mit einer Führung zu besichtigen, 8 € (2024).
- Kathedrale Mariä Himmelfahrt (Cattedrale dell'Assunzione della Virgine) ist Sitz des Erzbischofs von Lecce. Die Kathedrale wurde 1144 erbaut, 1230 restauriert und 1659 von Architekt Giuseppe Zimbalo wesentlich verändert.
- Basilika Santa Croce, begonnen 1549 nach Entwürfen von Gabriele Riccardi, Mitte des 17. Jahrhunderts vollendet unter Francesco Antonio Zimbalo, mit einer kostbaren geschnitzten und vergoldeten Kassettendecke aus der ersten Hälfte des 17. Jahrhunderts.
- Basilika San Giovanni Battista al Rosario, begonnen 1691 nach Plänen von Giuseppe Zimbalo, vollendet 1728 mit einer prachtvollen, barocken Fassade
- Kirche der Heiligen Niccolò und Cataldo wurde 1180 von Tankred von Lecce gestiftet.[2] Die ursprünglich romanische Fassade wurde durch barocke Dekorationen verändert und 1716 mit Statuen von Giuseppe Cino versehen.
- Kirche Santa Maria delle Grazie, erbaut in der 2. Hälfte des 16. Jahrhunderts, entworfen von dem Theatinermönch Michele Coluccio da Rossano Veneto nach den Architekturprinzipien der Gegenreformation
- Piazza del Duomo
- Römisches Amphitheater aus dem 2. Jahrhundert n. Chr., erbaut für 20.000 Zuschauer;
- Piazza Sant’Oronzo; Die Säule des Heiligen Oronzo auf dem Platz ist antiken Ursprungs. Sie ist eine der beiden Zwillingssäulen, die in Brindisi das Ende der Via Appia markierten. Sie ist ein Geschenk der Stadt Brindisi an Lecce, denn der Heilige, Stadtpatron von Lecce, soll einen Ausbruch der Pest in Brindisi beendet haben. Die Statue, die die Säule bekrönt, wurde von dem aus Lecce stammenden Emanuele Manieri (1714–1780) 1739 in Venedig gegossen.
- Piazza Mazzini, entstanden in der Periode der Stadterweiterung im 20. Jahrhundert, ist der Mittelpunkt des modernen Geschäfts- und Handelsviertels der Stadt.
- Palazzo del Seggio, genannt Il Sedile an der Piazza Sant’Oronzo: Erbaut wurde er gegen Ende des 16. Jahrhunderts durch den Vertreter der Republik Venedig in Lecce. Unmittelbar neben dem Palast steht die Chiesetta di San Marco, die Kirche der damals großen venezianischen Gemeinde, mit einem Markuslöwen über dem Portal.
- Obelisk, errichtet 1822 zu Ehren von Ferdinand I.

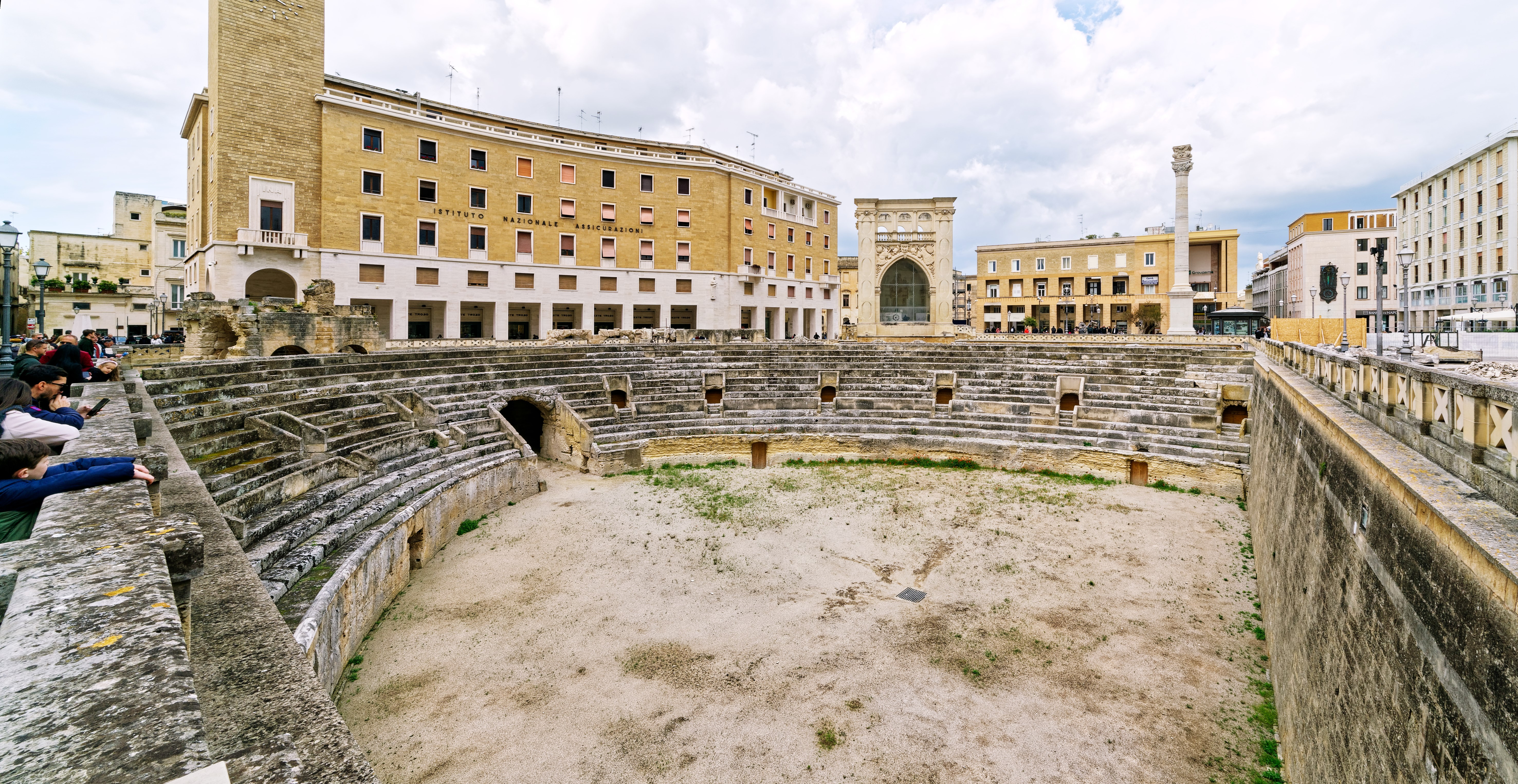
Römisches Amphitheater, rechts der kubusförmige Palazzo del Seggio
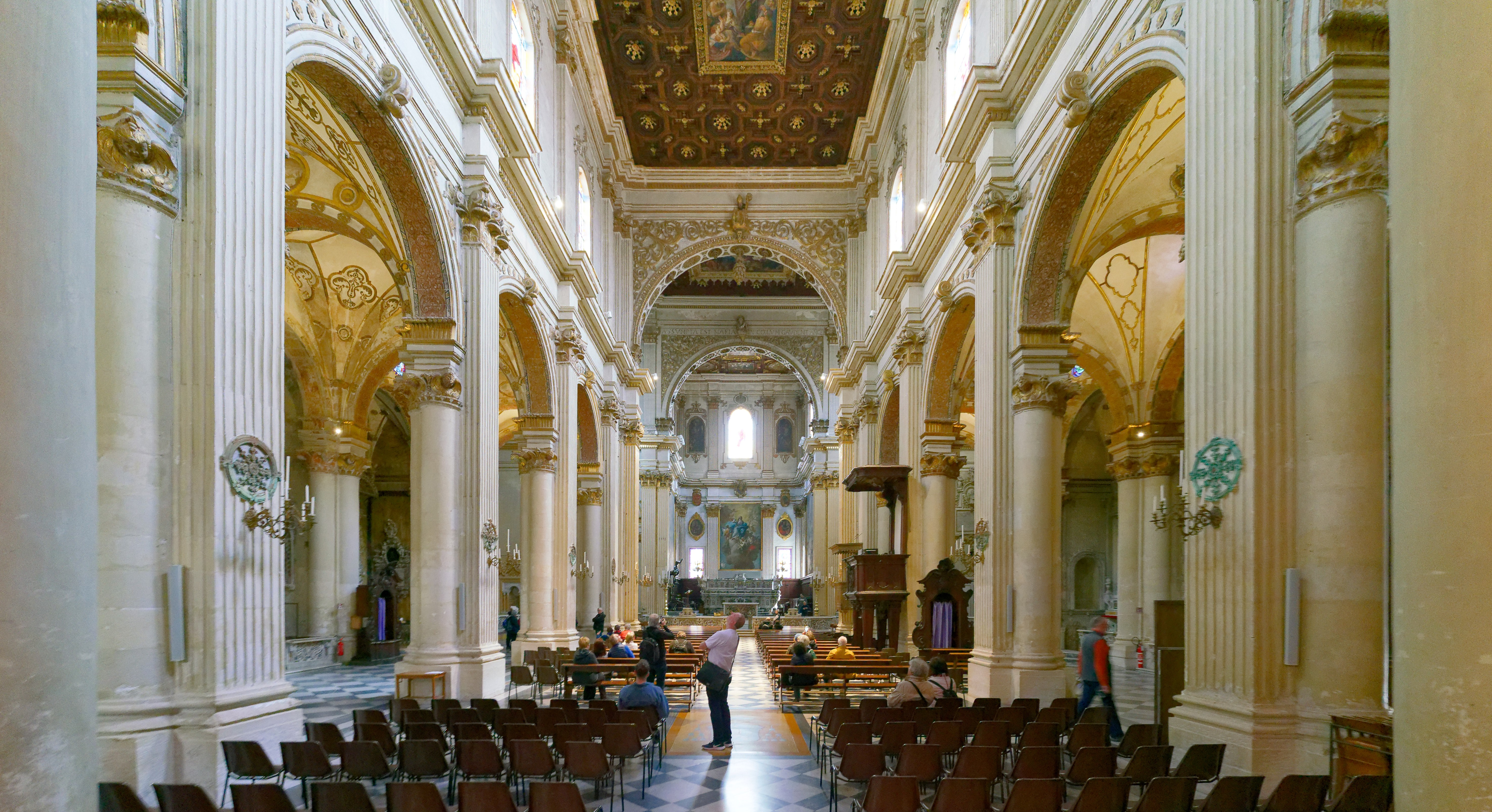
Basilika Santa Croce, Mittelschiff
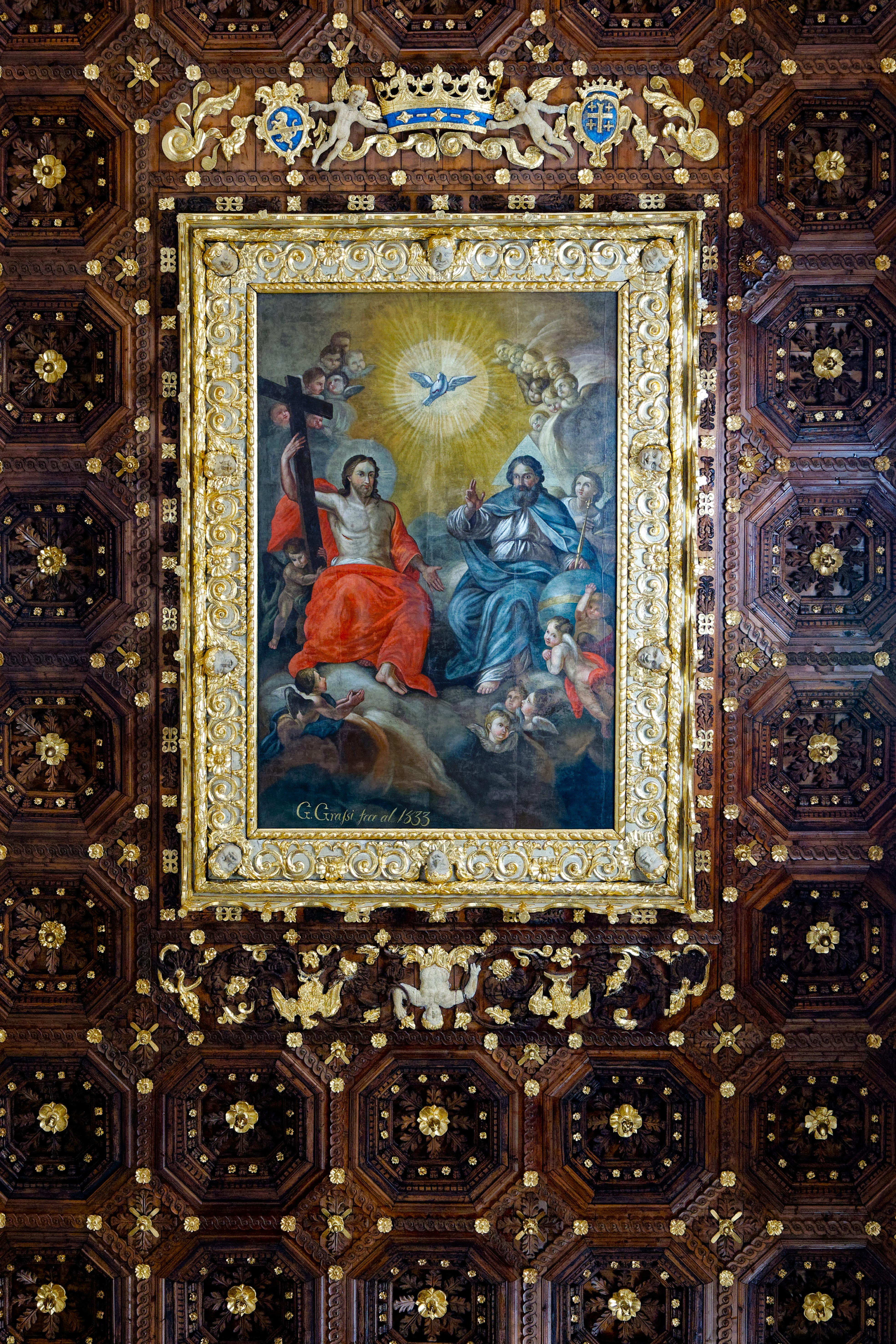
Basilika Santa Croce, Kassettendecke
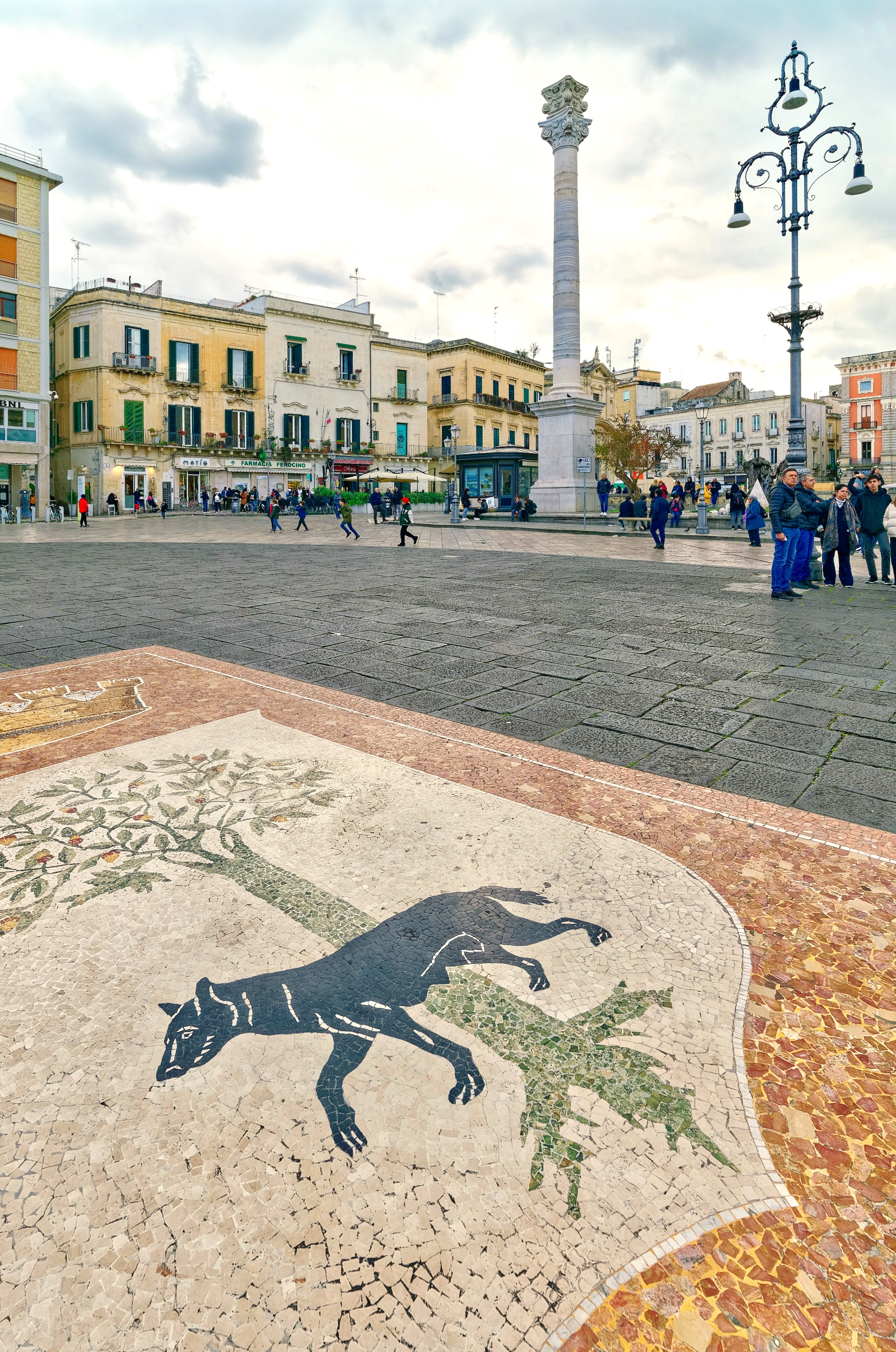
Piazza Sant’Oronzo, mit der  Säule des Hl. Oronzo
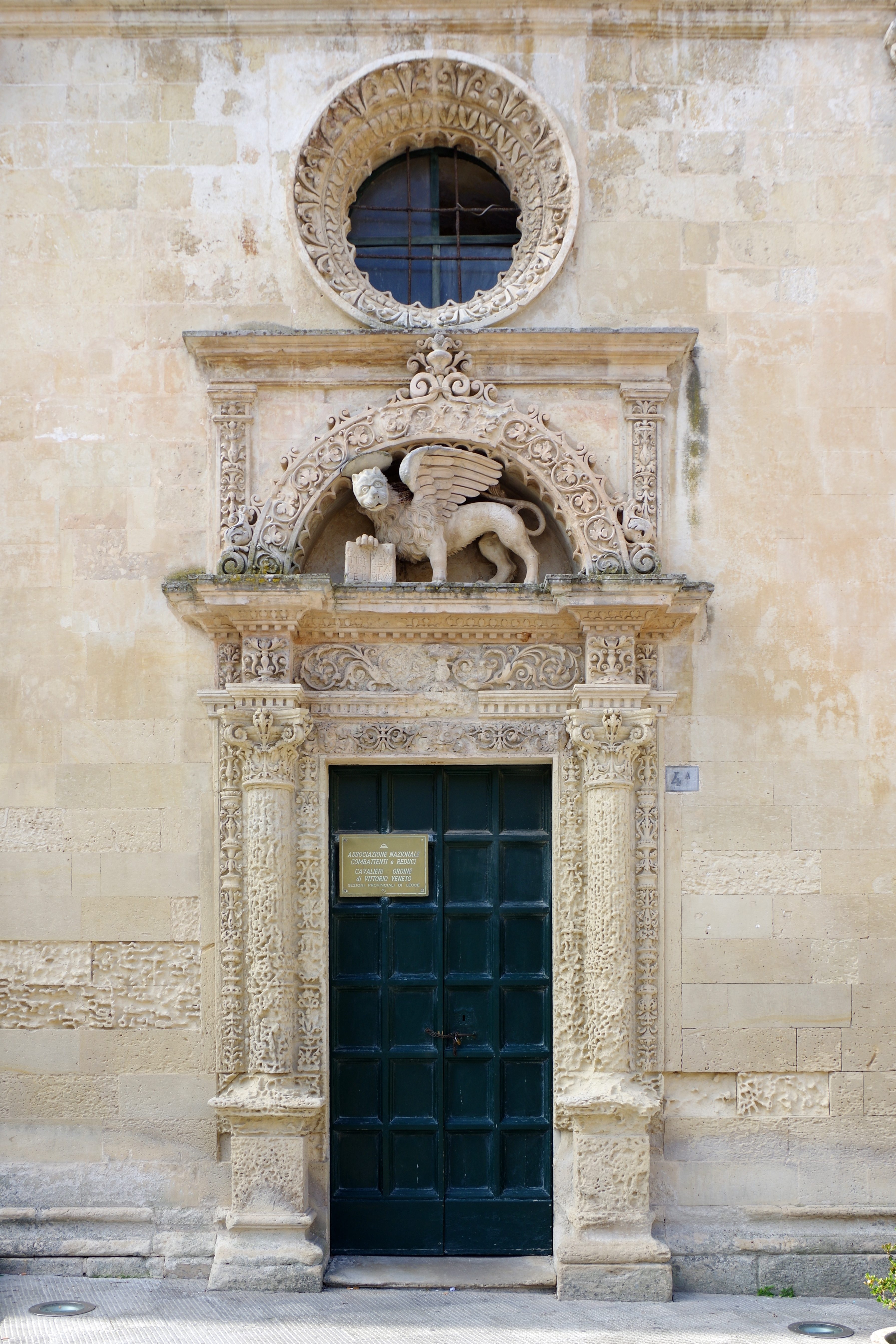
Chiesetta di San Marco
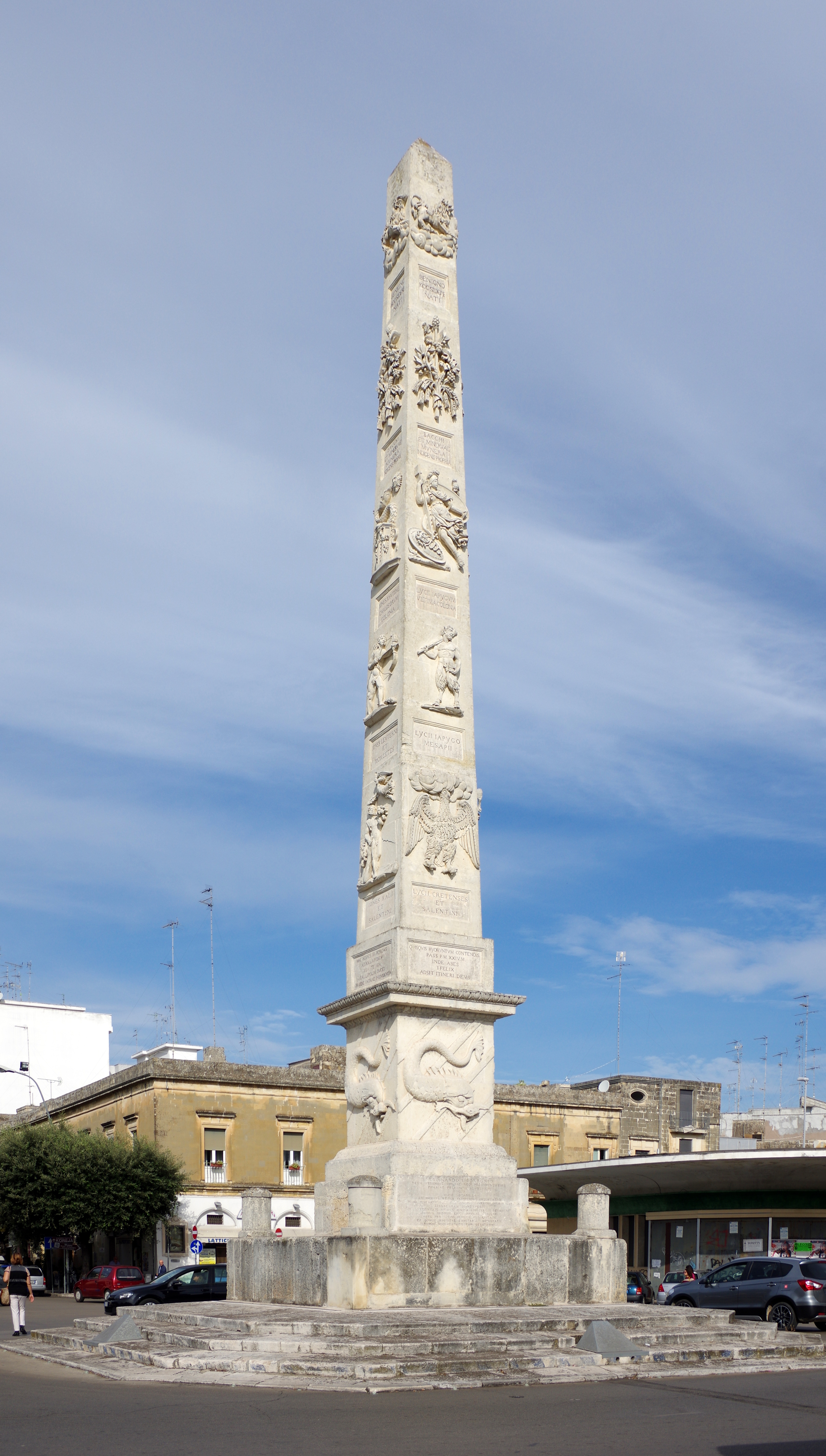
Obelisk
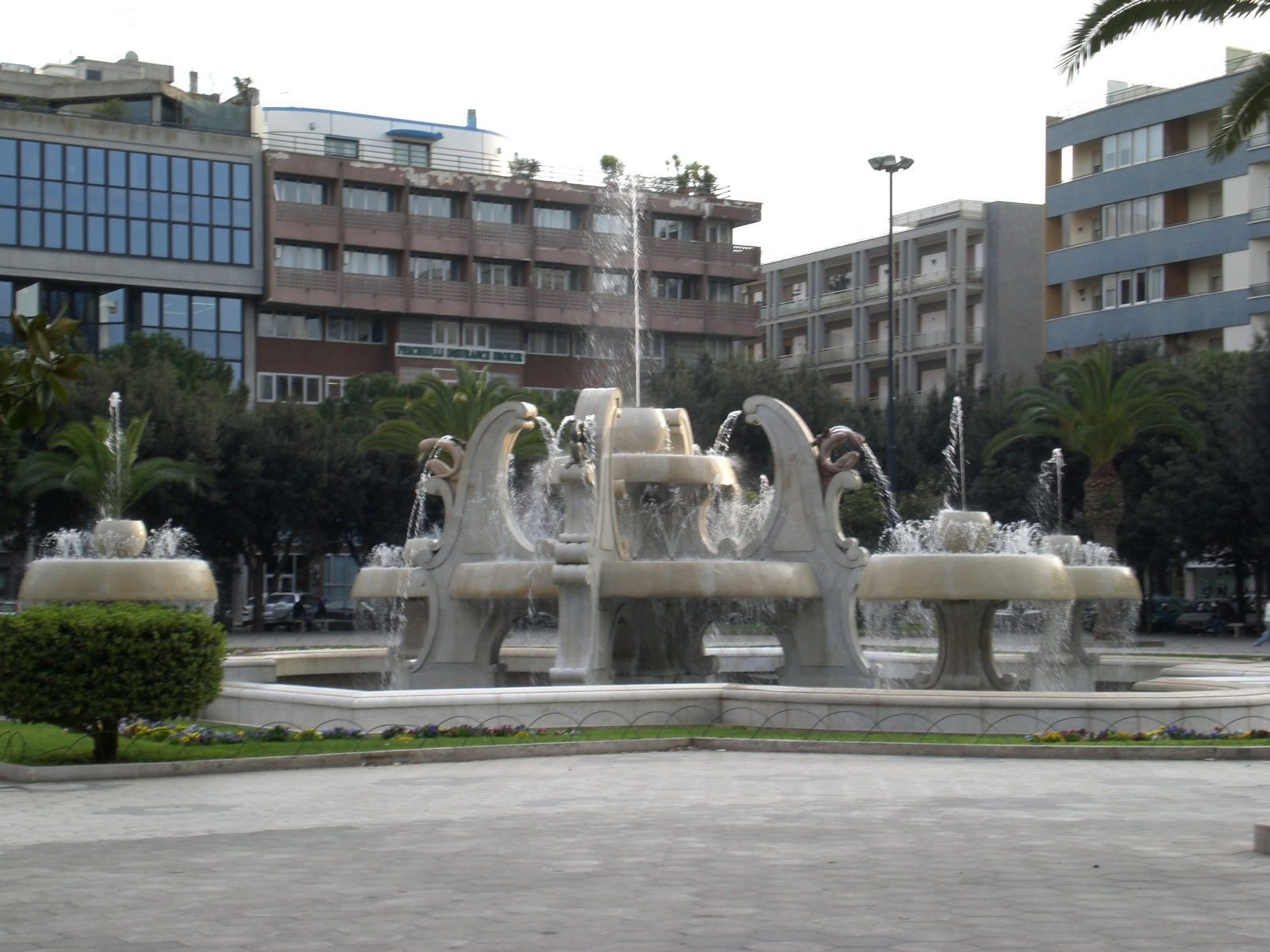
Die Piazza Mazzini

## Politik
Carlo Maria Salvemini (unabhängig, Mitte-Links) wurde am 25. Juni 2017 zum Bürgermeister gewählt.

## Bevölkerung

### Bevölkerungsentwicklung
| Jahr      | 1861   | 1881   | 1901   | 1921   | 1936   | 1951   | 1971   | 1991    | 2001   | 2009   |
| Einwohner | 15.594 | 25.442 | 32.029 | 39.556 | 49.261 | 63.831 | 83.050 | 102.213 | 83.303 | 94.774 |

Quelle: ISTAT

### Ethnien und Migration
Am 31. Dezember 2019 lebten in Lecce 8325 nicht-italienische Staatsbürger. Die meisten von ihnen stammen aus folgenden Ländern:
1. Sri Lanka – 930
2. Philippinen – 921
3. Senegal – 770
4. Rumänien – 761
5. Albanien – 640
6. Indien – 593
7. China – 375
8. Nigeria – 304
9. Pakistan – 291
10. Brasilien – 282

## Wirtschaft
Wichtige Wirtschaftszweige der heute noch wohlhabenden Stadt sind Weinhandel und Tabakverarbeitung. In der Umgebung hat sich ein intensiver Agritourismus entwickelt.
Ein bedeutender Wirtschaftsfaktor ist auch das Militär. Südlich der Stadt befindet sich der Militärflugplatz Lecce-Galatina, im Osten an der Adriaküste zwischen Frigole und San Cataldo die Kavallerie- und Panzertruppenschule des Heeres mit dem Übungsplatz Torre Veneri. Die Schule hat auch Einrichtungen in der Innenstadt.
In Lecce befindet sich eine Fabrik von CNH Industrial. Dort werden unter anderem die Radlader der Marken Case und New Holland gebaut.

## Verkehr
Lecce ist mit der italienischen Staatsbahn über die Bahnstrecke Ancona–Lecce aus Richtung Norden zu erreichen.
Direkte Verbindungen mit Hochgeschwindigkeitszügen (Le Frecce) bestehen unter anderem mit Mailand, Bologna, Venedig und Rom.
Nachtzüge der Marke InterCity Notte verbinden Lecce mit Turin, Mailand, Bologna und Rom.
Zwei von den Ferrovie del Sud Est betriebene Nebenstrecken führen in die Region:
- Bahnstrecke Martina Franca–Lecce
- Bahnstrecke Lecce–Gallipoli

Der nächstgelegene internationale Verkehrsflughafen ist der Flughafen Brindisi, nördlich von Lecce ca. 50 km entfernt. In der Umgebung der Stadt befinden sich mehrere kleine Flugplätze, darunter der Flugplatz Lecce-San Cataldo.
Mit dem Auto ist Lecce über die gut ausgebaute und mautfreie SS 16 (E 55) von Bari via Brindisi zu erreichen. Die Kernstadt ist von einem Ring der Staatsstraße SS 16 mit circa 7 km Durchmesser umgeben, so dass die engen Straßen im Innenbereich kaum mit Durchgangsverkehr belastet sind.

## Sport
Lecce ist Heimat des italienischen Fußballvereins US Lecce, der seine Spiele im örtlichen Stadio Via del Mare austrägt.

## Städtepartnerschaften
Lecce pflegt partnerschaftliche Beziehungen zu
| - Murcia, Spanien - Blagoevgrad, Bulgarien - Budapest-Theresienstadt, Ungarn | - Ostrów Wielkopolski, Polen - Valladolid, Spanien - 9. Bezirk von Prag, Tschechien |

## Persönlichkeiten

### Söhne und Töchter der Stadt
- Tankred von Lecce (um 1138–1194), Graf von Lecce und König von Sizilien
- Vincenzo Maria Morelli (1741–1812), römisch-katholischer Ordensgeistlicher, Erzbischof von Otranto
- Achille Costa (1823–1898), Entomologe
- Antonio De Viti De Marco (1858–1943), Ökonom und Politiker
- Francesco Petronelli (1880–1947), römisch-katholischer Erzbischof von Trani e Barletta
- Tito Schipa (1888–1965), Sänger und Komponist
- Oronzo Reale (1902–1988), Jurist, Publizist und Politiker (PRI)
- Gino De Sanctis (1912–2001), Journalist, Schriftsteller und Drehbuchautor
- Mino Delle Site (1914–1996), Künstler
- Ennio De Giorgi (1928–1996), Mathematiker
- Armando Gentilucci (1939–1989), Komponist, Dirigent und Essayist
- Franco Simone (* 1949), Sänger und Liedermacher
- Franco Causio (* 1949), Fußballspieler
- Massimo Inguscio (* 1950), Physiker
- Ivan Fedele (* 1953), Komponist
- Raffaele Baldassarre (1956–2018), Jurist und Politiker
- Sergio Brio (* 1956), Fußballspieler und -trainer
- Fabio Novembre (* 1966), Designer und Architekt
- Francesco Moriero (* 1969), Fußballspieler und -trainer
- Antonio Conte (* 1969), Fußballspieler und -trainer
- Marco Materazzi (* 1973), Fußballspieler
- Laura De Lorenzis (* 1974), Ingenieurwissenschaftlerin und Hochschullehrerin
- Simone Renna (* 1974), römisch-katholischer Geistlicher und Untersekretär im Dikasterium für den Klerus
- Maria Mazzotta (* 1982), Sängerin
- Sebastiano Luperto (* 1996), Fußballspieler